# Квант-1 (модул на Мир)
Квант-1 (на английски: Quantum-I/1) (37КЕ) е вторият модул на съветската орбитална космическа станция „Мир“. Първият модул, скачен към базовия блок на станцията.
На борда на модула са се намирали инструменти за провеждане на астрофизически наблюдения (обсерваторията „Рентген“), а също така и изследвания в областта на материалознанието и биологията.

## История
Модулът Квант е първата експериментална версия модули тип 37K с изхвърляне на двигателната установка. Първоначално се планирало да бъде присъединен към орбиталната станция „Салют-7“. Разработката на апарата започва на 19 септември 1979. Системата за управление на модула е разработена от НПО „Електроприбор“ – Харков.
Планирано е създаването на осем апарата 37К:
- Един експериментален 37КЕ (с използване на функционално-товарния блок от разработвания по това време „Транспортен снабдителен кораб“ от НПО „Машиностроене“, като двигател) за скачване със станцията „Салют-7“.
- Четири модула 37КС за станцията „Мир“. Тези модули се планирало да пристигнат до станцията и прикачат към нея с помощта на нов, по-лек функционално-товарен блок.
- Три модула 37КБ се планирало да се доставят в товарния отсек на орбиталния кораб за многократно ползване Буран. Тези модули можело да останат скачени за „Буран“, или да бъдат прикачени към станцията „Мир“ или „Мир-2“ с помощта на манипулатора на „Буран“.

Апаратът „37КЕ“, получил името „Квант“, и бил оборудван с инструменти за астрофизически изследвания.
На апарата се използвала система за ориентация, разработена за орбиталните станции „Алмаз“. Не е имало време за довършване на модула до края на съществуването на „Салют-7“ и затова било решено да се скачи за станцията „Мир“.

## Старт и скачване
„Квант-1“ и функцоинално-товарният му блок стартират на 31 март 1987 г. По това време космическият кораб Союз ТМ-2 е вече скачен за станцията. На 2 и 5 април функционално-товарният блок прави основните маневри по скачване за станцията „Мир“. Първият опит е неуспешен – приблизително на разстояние около 200 м от станцията системата за скачване „Игла“ загубва пеленг и модулът минава на 10 метра от нея. Модулът „Квант“ и функцонално-товарният блок отиват на 400 км и неговите двигатели са използвани за завръщането му. Вторият опит за първично скачване е успешно завършен на 9 април 1987. Окончателното скачване обаче не успява да се осъществи. По този начин на скачване било невъзможно да се коригира ориентацията на станцията заради опасността от поврежденето ѝ. За изясняване на ситуацията на 11 април екипажът на станцията прави излизане в открития космос. Оказва се, че за окончателното скачване пречел станционен отпадък, намиращ се в стиковъчния възел. След като боклукът е махнат „Квант-1“ е окончателно прикачен към станцията.
Функционално-товарният блок след откачване от „Квант“ (12 април) е върнат на Земята.

## Инструменти
Модулът „Квант“ се състоял от два отсека, пригодени за работа на екипажа, и един апаратен отсек. В комплекса от научна апаратура на модула влизала т.нар. астрофизическа обсерватория „Рентген“. Тя се състояла от: телескоп „ТТМ“, спектрометър „HEXE“, спектрометър „Siren2“, комплекс „Пулсар Х-1“, ултравиолетов телескоп „Глазар“ (през 1990 г. е допълнен с телескопа „Глазар-2“ и др.
През януари 1991 на модула Квант е инсталирана носеща конструкция, първоначално предназначена за поддържане на слънчеви батерии. През юли 1991 г. екипажът на станцията в резултат на четири излизания в космос установил ферма „Софора“, предназначена за инсталиране на допълнителен двигател за корекции, а също така и за прибори извън корпуса на станцията. Двигателят е доставен с кораба Прогрес М-14) и е монтиран на фермата през септември 1992 г. През септември 1993 г. на модула Квант е монтирана и фермата „Рапана“. На нея се провеждат експерименти с цел тестване на възможността за работа по график на станция „Мир-2“. По-нататък на фермата са разполагани различни инструменти. На модула са монтирани и няколко допълнителни слънчеви батерии.

## Галерия
- Квант-1 с орбиталния си „влекач“
- Квант-1 (в средата), скачен с Базовия блок и корабът „Прогрес“
- Разрез на модула „Квант-1“
- Разрез на модула „Квант-1“